# Rudolf Bernhardt (Verwaltungsjurist)
Rudolf Bernhardt (geb. 8. Dezember 1921) ist ein deutscher Verwaltungsjurist.
Bernhardt war von 1954 bis 1964 Kreisrechtsrat und von 1964 bis 1982 Oberkreisdirektor beim Landkreis Wesermarsch (Niedersachsen). 1986 legte er eine Chronik des Landkreises vor.

## Auszeichnungen
- 1983: Verdienstkreuz 1. Klasse der Bundesrepublik Deutschland

## Schriften
- Der Landkreis Wesermarsch: Geschichte, Landschaft, Wirtschaft. Stalling, Oldenburg 1969
- Der Landkreis Wesermarsch. 3. Auflage, Kommunikation und Wirtschaft, Oldenburg 1982, ISBN 3-88363-021-7
- 50 Jahre Landkreis Wesermarsch 1933–1983. Eine zeitkritische Betrachtung. Holzberg, Oldenburg 1986, ISBN 3-87358-270-8